# Stammheim-fængslet
Stammheim-fængslet (Justizvollzugsanstalt Stuttgart-Stammheim) er et berømt højsikkerhedsfængsel beliggende i Stuttgart-forstaden Stammheim i Tyskland.
Fængslet blev opført i 1963 efter datidens mest moderne sikkerhedsteknologi. I forbindelse med retssagerne mod den venstreekstremistiske terrororganisation Rote Armee Fraktion blev der bygget en særlig pansret bygning ved siden af fængslet. Både bygningen og indgangspartiet blev overtrukket med stålnet for at forhindre flugtforsøg via helikopter. Ulrike Meinhof hængte sig selv i fængslet 9. maj 1976, hvorefter yderligere tre RAF-medlemmer begik selvmord 18. oktober 1977: Andreas Baader, Gudrun Ensslin og Jan-Carl Raspe. Den fjerde fange, Irmgard Möller, overlevede sit selvmordsforsøg. Enkelte kritikere har hævdet at de i virkeligheden blev dræbt eller forsøgt dræbt af de tyske myndigheder. RAF-terroristernes død var en del af Det tyske efterår, som også omfattede en række terrorangreb.
Selvmordene kom efter et mislykket forsøg på at presse myndighederne til at løslade fangerne gennem bortførelsen af arbejdsgiverbossen Hanns-Martin Schleyer og den såkaldte Landshut-kapring af et Lufthansa-passagerfly på vej fra Palma de Mallorca til Frankfurt am Main. Myndighederne nægtede imidlertid at give efter for terroristernes krav. Flyet blev stormet af tyske kommandosoldater i Somalias hovedstad Mogadishu, og Schleyer blev skudt af gidseltagerne få dage senere. 
Pr. 2004 sidder 830 fanger i Stammheim-fængslet.
Baden-Württemberg offentliggjorde i 2007, at der er planer om at rive den del af Stammheim-fængslet, hvor RAF-medlemmerne var fængslet, ned. 